# Ptinus elbrusicola
Ptinus elbrusicola is een keversoort uit de familie klopkevers (Ptinidae). De wetenschappelijke naam van de soort werd in 1915 gepubliceerd door Max Fleischer.